# Тупал Пурга
Тупал Пурга — деревня в Игринском районе Удмуртской республики.

## География
Находится в центральной части Удмуртии на расстоянии приблизительно 23 км на восток по прямой от районного центра поселка Игра.

## История
Известна с 1646 года как С Порги деревня Завражная с 5 дворами, в 1678 году (Тупал Порга) — 10 дворов, в 1710 (Тупан Порга) −8, в 1873 году — 27, в 1893 — 37, в 1905 — 48, в 1920 — 66 (4 русских и 62 удмуртских), в 1924 — 56. До 2021 года входила в состав Беляевского сельского поселения.

## Население
Постоянное население составляло 25 человек (1710), 112 (1764, крещеные отяки), 80 мужчин (1802), 269 человек (1873), 337 (1893, 25 русских и 312 удмуртов), 416 (1905), 303 (1924), 157 человек в 2002 году (удмурты 89 %), 109 в 2012.